# Route 93 (Colombie-Britannique)
La Route 93 est une route sud / nord dans le sud-est de la Colombie-Britannique. Son numéro est le même que la route qu'elle prolonge, la US 93. Elle relie la frontière canado-américaine au Col Vermilion, à la frontière avec l'Alberta, en passant par Radium Hot Springs.

## Description du tracé

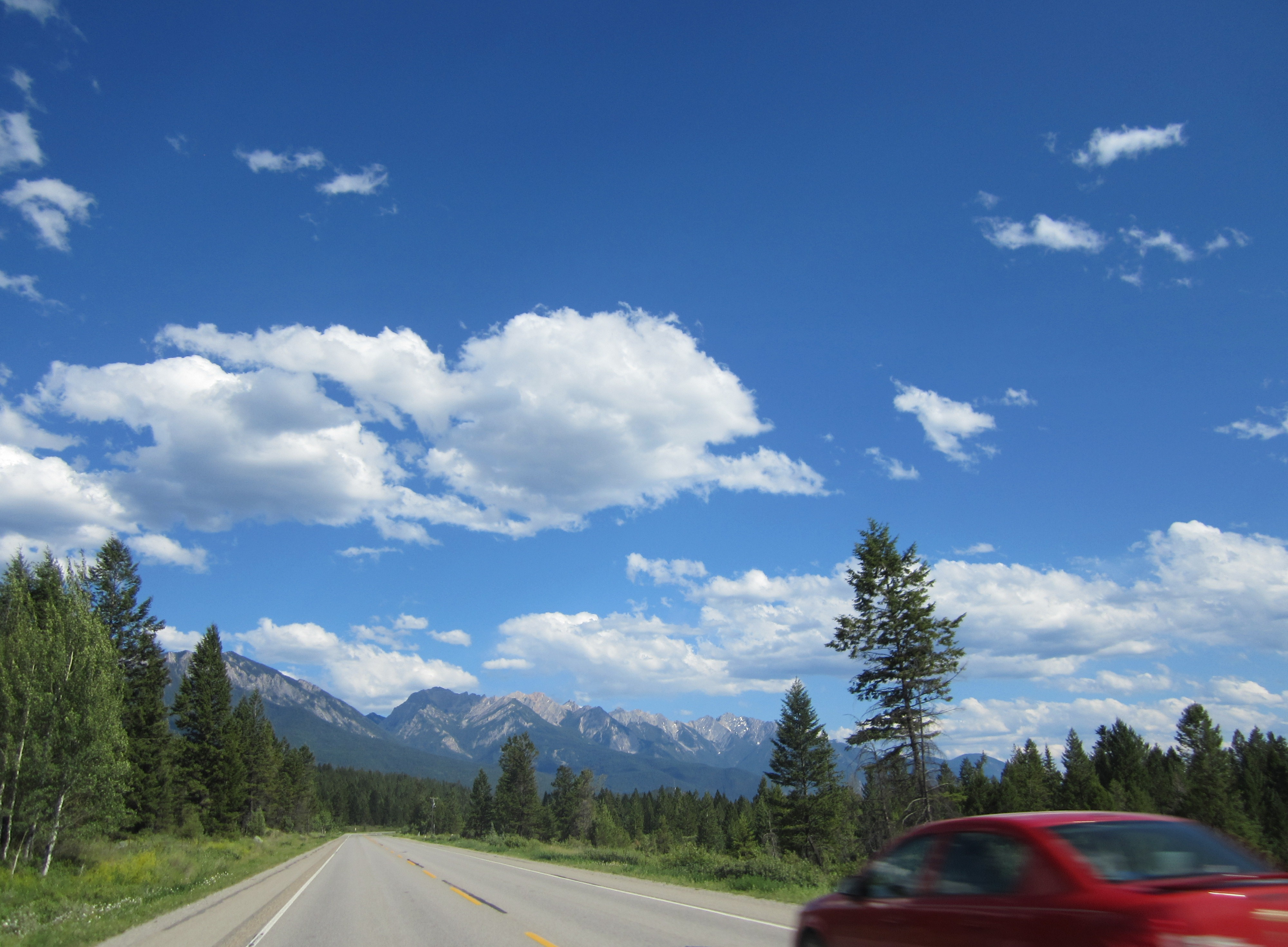
Route 93

Depuis la frontière où elle poursuit la US 93, la route 93 parcourt 321 km (199 mi) vers le nord. Elle longe d'abord la rive est du Lac Koocanusa sur 36 km (22 mi) jusqu'à ce qu'elle rencontre la route 3 (Route Crowsnest) à Elko. Les routes forment un multiplex vers l'ouest sur 53 km (33 mi) jusqu'à Fort Steele, où la route 93 rejoint cette fois la route 95. Le multiplex avec ces routes dure 134 km (83 mi) le long de la rivière Kootenay et du fleuve Columbia en passant par Wasa, Canal Flats, Fairmont Hot Springs et Invermere jusqu'à Radium Hot Springs, où les routes se séparent.
À partir de là, la route 93 se dirige vers l'est jusqu'à la limite ouest du Parc national de Kootenay. Dans le Parc, la route bifurque vers le nord en longeant les rivières Kootenay et Vermilion sur 93 km (58 mi) jusqu'au Col Vermilion marquant la frontière de l'Alberta. Après la frontière, la route continue comme route 93.

## Intersections majeures
| District régional                             | Ville              | km                                                                          | Destinations                                                                                | Notes                                                         |
| --------------------------------------------- | ------------------ | --------------------------------------------------------------------------- | ------------------------------------------------------------------------------------------- | ------------------------------------------------------------- |
| East Kootenay                                 | Roosville          | 0,00                                                                        | US 93 sud – Eureka, Kalispell                                                               | Continue au Montana                                           |
| East Kootenay                                 | Roosville          | 0,00                                                                        | Frontière canado-américaine                                                                 |                                                               |
| East Kootenay                                 | Elko               | 36,95                                                                       | BC-3 est (Route Crowsnest) – Fernie, Lethbridge                                             | Terminus sud du multiplex avec la BC-3                        |
| East Kootenay                                 |                    | 66,91                                                                       | Pont Wardner au-dessus de la rivière Kootenay                                               | Pont Wardner au-dessus de la rivière Kootenay                 |
| East Kootenay                                 | 92,69              | BC-3 ouest (Route Crowsnest) / BC-95 sud – Cranbrook                        | Terminus nord du multiplex avec la BC-3; terminus sud du multiplex avec la BC-95; échangeur |                                                               |
| East Kootenay                                 | Fort Steele        | 99,69                                                                       | Pont Fort Steele au-dessus de la rivière Kootenay                                           | Pont Fort Steele au-dessus de la rivière Kootenay             |
| East Kootenay                                 |                    | 124,35                                                                      | Pont Wasa au-dessus de la rivière Kootenay                                                  | Pont Wasa au-dessus de la rivière Kootenay                    |
| East Kootenay                                 | 124,48             | BC-95A sud – Kimberley                                                      | Terminus nord de la BC-95A                                                                  |                                                               |
| East Kootenay                                 | 136,92             | Pont Springbrook au-dessus de la rivière Kootenay                           | Pont Springbrook au-dessus de la rivière Kootenay                                           |                                                               |
| East Kootenay                                 | Canal Flats        | 165,44                                                                      | Pont Canal Flats au-dessus de la rivière Kootenay                                           | Pont Canal Flats au-dessus de la rivière Kootenay             |
| East Kootenay                                 |                    | 189,43                                                                      | Pont Fairmont au-dessus du fleuve Columbia                                                  | Pont Fairmont au-dessus du fleuve Columbia                    |
| East Kootenay                                 | Radium Hot Springs | 227,09                                                                      | BC-95 nord – Golden                                                                         | Terminus nord du multiplex avec la BC-95; carrefour giratoire |
| Parc national de Kootenay                     | Radium Hot Springs | 238,36                                                                      | Entrée ouest du Parc national de Kootenay                                                   | Entrée ouest du Parc national de Kootenay                     |
| Parc national de Kootenay                     |                    | 231,50                                                                      | Tunnel Iron Gates                                                                           | Tunnel Iron Gates                                             |
| Parc national de Kootenay                     | 239,53             | Col Sinclair – 1 486 m (4 875 pi)                                           | Col Sinclair – 1 486 m (4 875 pi)                                                           |                                                               |
| Parc national de Kootenay                     | 270,88             | Pont Kootenay Crossing au-dessus de la rivière Kootenay                     | Pont Kootenay Crossing au-dessus de la rivière Kootenay                                     |                                                               |
| Parc national de Kootenay                     | 321,03             | Col Vermilion (ligne continentale de partage des eaux) – 1 680 m (5 512 pi) | Col Vermilion (ligne continentale de partage des eaux) – 1 680 m (5 512 pi)                 |                                                               |
| Parc national de Kootenay                     | 321,03             | AB-93 nord – Banff, Lake Louise                                             | Continue en Alberta                                                                         |                                                               |
| - Terminus de multiplex - Transition de route |                    |                                                                             |                                                                                             |                                                               |